# Presidentvalet i Taiwan 2020
Presidentvalet i Taiwan, formellt republiken Kina, hölls den 11 januari 2020 samtidigt med parlamentsval. Tsai Ing-wen och hennes demokratiska framstegsparti vann båda valen.

## Kandidater och bakgrund
I presidentvalet väljs både president och vicepresident som i USA. Partierna som har fått minst 5 % av röster i förra val kan nominera kandidater.
Först antogs det att Tsai kommer att förlora på grund av ett dåligt resultat i lokalvalet 2018. Ytterligare fanns det några impopulära inrikespolitiska skandaler och beslut (bl.a. legaliserande av samkönat äktenskap). På grund av dessa avgick Tsai som DPP:s ordförande i november 2018.

### Demokratiska framstegspartiet
DPP:s presidentkandidat var den sittande presidenten Tsai Ing-wen och hennes vicepresidentkandidat William Lai.
Tsais kritiska ställningstaganden till folkrepubliken Kinas politik och protesterna i Hongkong hjälpte henne att öka sin popularitet. Hon sade bl.a. att "demokrati och auktoritarism... kan inte leva sida vid sida i ett land" då hon kritiserade ett land, två system-politik.
Under valet spreds rykten att Tsais doktorsavhandling vid London School of Economics inte är äkta. Universitet svarade att Tsai faktiskt disputerade där år 1984.
I slutet av 2019 publicerades ett spel om Tsai och hennes mandatperiod som president under namnet What?! I, a Taiwanese third-year high schooler from Class 2, suddenly fell into a different world and met the president?! eller bara Presidential Palace Adventure.

### Kuomintang
Kuomintangs presidentkandidat var Han Kuo-yu med Chang San-cheng som vicepresidentkandidat.
Innan valet tjänade Han Kuo-yu som borgmästare till Kaohsiung. Han anses att vara en propekingsk kandidat som chockerade när han undertecknade handelsavtal med några städer på det kinesiska fastlandet 2019. Ytterligare har Han sagt att en tanke om Taiwans självständighetsförklaring är mer skrämmande än syfilis..

### Folkets första parti
I förra valet fick Folkets första parti 6 % av rösterna och var det minsta partiet som deltog i valet. Dess presidentkandidat var James Soong och vicepresidentkandidat Sandra Yu.
Soong hade deltagot i många tidigare val. Under sin nominering berättade han att denna gång skulle vara hans "Endgame"..

## Resultat
| Parti                        | Kandidat                     | Kandidat                     | Röster     | Procentuell andel |
| Parti                        | President                    | Vicepresident                | Röster     | Procentuell andel |
| ---------------------------- | ---------------------------- | ---------------------------- | ---------- | ----------------- |
| DPP                          | Tsai Ing-wen                 | William Lai                  | 8 170 231  | 57,1307 %         |
| Kuomintang                   | Han Kuo-yu                   | Chang San-cheng              | 5 522 119  | 38,6137 %         |
| Folkets första parti         | James Soong                  | Sandra Yu                    | 608 590    | 4,2556 %          |
| Godkända röster              | Godkända röster              | Godkända röster              | 14 300 940 |                   |
| Underkända och blanka röster | Underkända och blanka röster | Underkända och blanka röster | 163 631    |                   |
| Alla röster                  | Alla röster                  | Alla röster                  | 14 464 571 | 100 %             |
| Valdeltagande                | Valdeltagande                | Valdeltagande                | 19 311 105 | 74,90 %           |

## Valpåverkan från fastlandet
I december 2019 godkände Taiwans parlament ett lagförslag som kriminaliserade försök till valpåverkan från länder som är fientliga mot Taiwan. Bland sådana brottsliga gärningar är t.ex. spridande av falska nyheter, mutor och lobbying. Att bryta mot lagen kan leda till 10 000 000 dollar böter eller högst fem år i fängelse.. Pekings försök inkluderande bl.a. troll- och bottkonton på Facebook och Weibo.
Aktivt valdeltagande bland dem unga har förklarats med Hongkongs protesterna.